# Linnaring
Der Linnaring war eine Rennstrecke im Stadtteil Lasnamäe im Osten Tallinns in Estland. Er wurde nur in den 2000er-Jahren genutzt. Die Strecke war nach dem Pirita-Kose-Kloostrimetsa bzw. Kalevi Circuit, welcher ebenfalls östlich von Tallinn lag, der zweite Straßenrennkurs in Estland.

## Geschichte
Von 1999 bis 2005 wurden die Rennläufe auf einer Zufahrtsstraße zur Stadtautobahn ausgetragen. Dieser auch als Volkswagen City Circuit bekannte Kurs war ca. 1,5 km lang und war verhältnismäßig gefährlich.
Nach einem Jahr Pause wurde 2007 eine Veranstaltung auf einem Autobahn-Rundkurs etwa eineinhalb Kilometer westlich vom Originalschauplatz ausgetragen. Direkt am KUMU gelegen waren jeweils zwei circa 800 m lange Geraden zu befahren, welche durch Spitzkehren verbunden und jeweils durch mit Kunststoffbarrieren markierte Schikanen verlangsamt wurden. Ein Höhepunkt war, neben Demonstrationsrunden der Formel-1-Boliden von Red Bull Racing, die Finnische Formel-3-Meisterschaft im Jahre 2005 und 2007, die auf der Strecke gemeinsam mit der Formel Baltic antraten. Daneben startete ein Rennen mit Tourenwagen und GT-Fahrzeugen sowie eines mit historischen Rennfahrzeugen.